# چای لی (حاجی‌قبول)
چای لی (به لاتین: Çaylı) یک منطقه مسکونی در جمهوری آذربایجان است که در شهرستان حاجی قبول واقع شده است.